# Derek Bell (pilote automobile)
Pour les articles homonymes, voir Derek Bell et Bell.
Derek Bell, né le 31 octobre 1941 à Pinner dans le Middlesex, est un ancien pilote automobile anglais spécialiste d'endurance, connu pour avoir remporté à cinq reprises les 24 Heures du Mans. Il a couru également en Formule 1 pour Ferrari, McLaren, Surtees et Tecno.

## Biographie

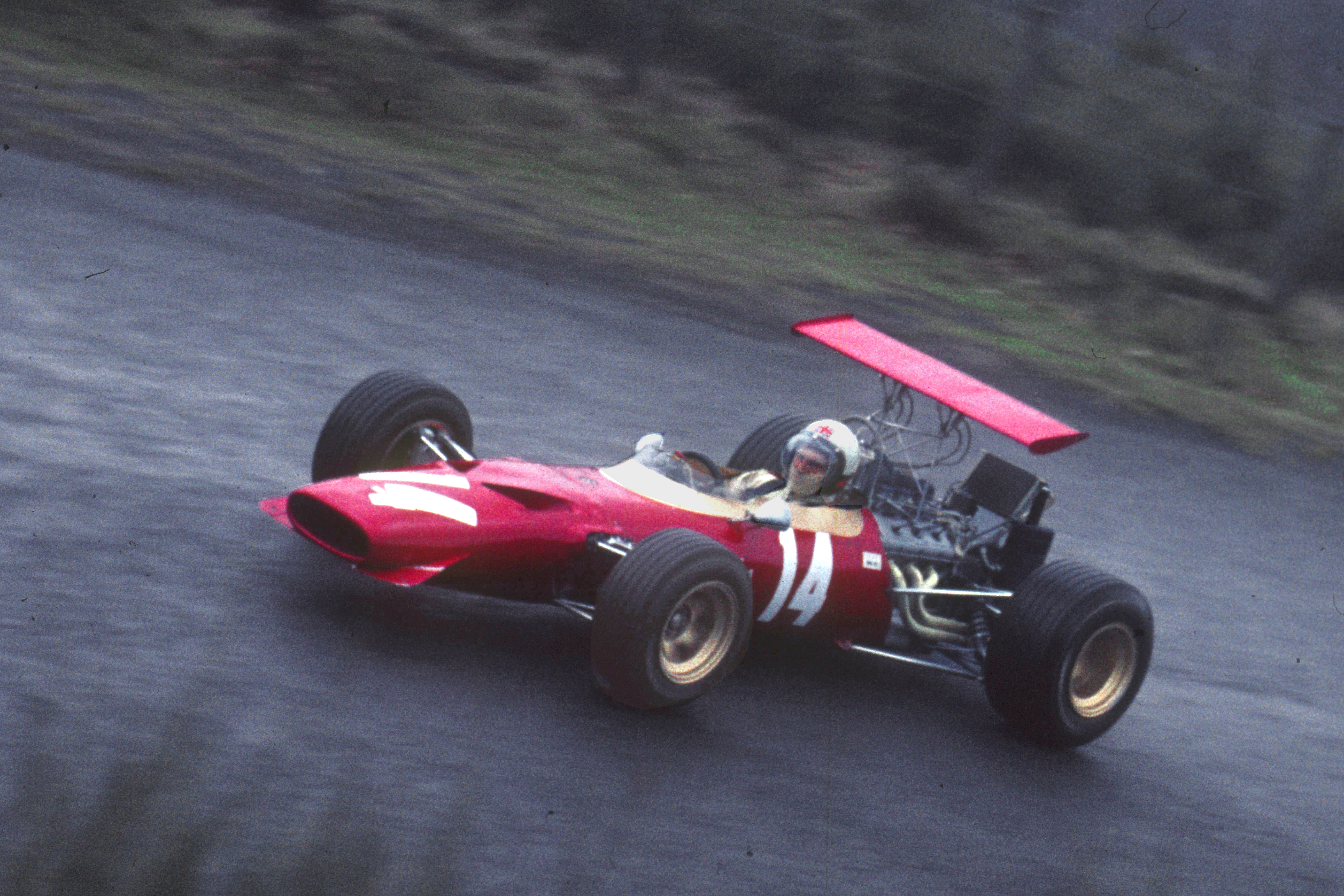
Derek Bell en Formule 2 avec la Ferrari Dino 166, au Nürburgring en 1969.

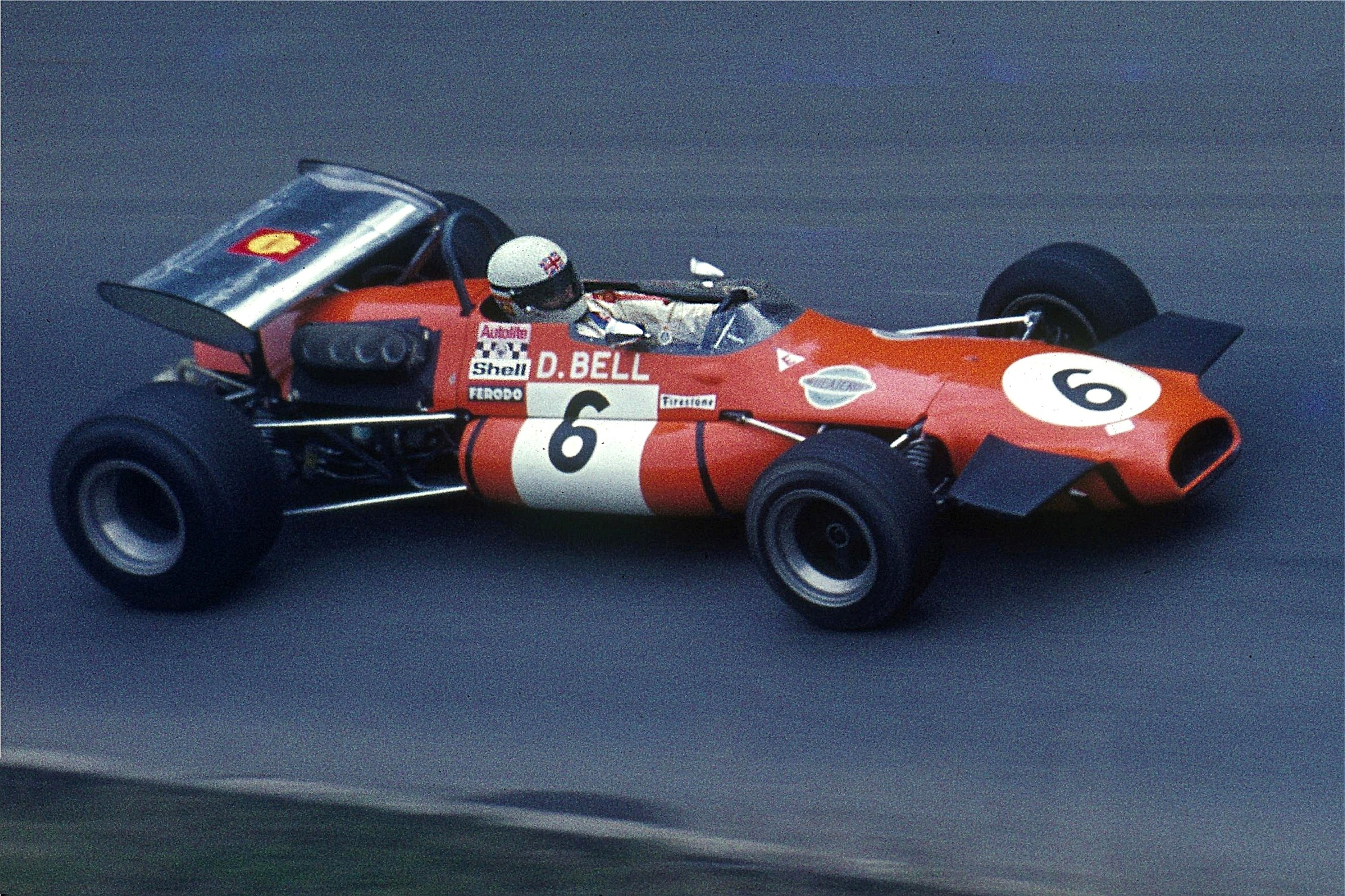
Derek Bell en Formule 2 avec la Brabham BT26, au Nürburgring en 1970.

Derek Bell a grandi dans une ferme et a aidé à gérer un camping près de Pagham Harbour (en), avant d'être encouragé par son beau-père -Bernard Hender- à s'engager en compétition sur Lotus Seven. Il s'engage dans le championnat de Formule 3 l'année suivante avec une Lotus 31, et il remporte sa première course à Goodwood en 1966 avec une Lotus 41 (en).
En 1967, il remporte sept victoires. Il fait ses débuts en Formule 2 avec une Brabham BT23C engagée par le Curch Farm Racing de son beau-père, et ses prestations prometteuses attirent l'œil d'Enzo Ferrari qui le fait débuter en Formule 1 à Monza.
Il ne court qu'un seul Grand Prix en 1969, à Silverstone avec McLaren, et il remporte en fin d'année le trophée Lakeside (en Australie). Il s'engage avec March dans le championnat de Formule 2 européen en 1970, et termine à la deuxième place de celui-ci derrière le Suisse Clay Regazzoni. Toujours en 1970, il participe au film Le Mans (ainsi que Siffert et Linge).
En 1973, avec Harald Ertl, il remporte le Tourist Trophy sur le circuit de Silverstone.
Derek Bell se concentre ensuite sur l'endurance, accumulant podiums et victoires, tout en revenant épisodiquement en Formule 1 pour le compte de Tecno, qui engage une Brabham privée, et de Surtees.
Il dispute sa dernière course officielle lors des 24 Heures de Daytona en 2008 (sur Riley Mk XI).
Le 16 septembre 2017 Derek Bell, invité du Circuit automobile des remparts d'Angoulême est fait citoyen d'honneur de la ville d’Angoulême.

## Palmarès
Il remporte les 24 Heures du Mans à cinq reprises :
- 24 Heures du Mans 1975 sur Mirage GR8-Ford avec Jacky Ickx;
- 24 Heures du Mans 1981 sur Porsche 936/81 avec Jacky Ickx;
- 24 Heures du Mans 1982 sur Porsche 956 avec Jacky Ickx;
- 24 Heures du Mans 1986 sur Porsche 962C avec Hans-Joachim Stuck & Al Holbert;
- 24 Heures du Mans 1987 sur Porsche 962C avec Hans-Joachim Stuck & Al Holbert.

Il partage ses victoires au Mans principalement avec Jacky Ickx et Porsche.
Il remporte également deux fois le Championnat du monde des voitures de sport, en 1985 et 1986 (deuxième en 1983).

## Résultats en championnat du monde de Formule 1

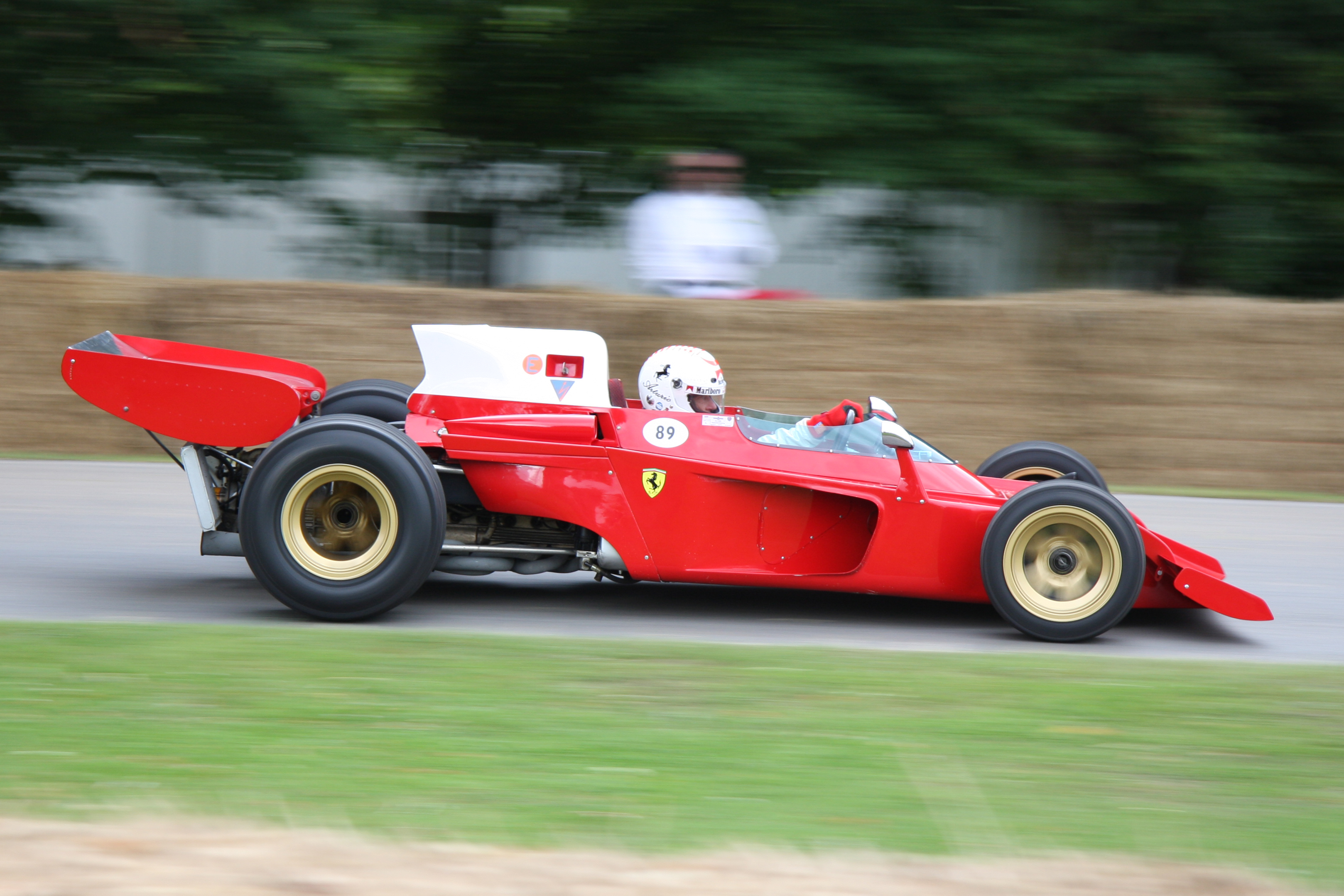
Derek Bell sur Ferrari 312B3 "Spazzaneve" (test car), au Festival de vitesse de Goodwood en 2008.

| Saison | Ecurie                                  | Châssis                   | Moteur          | Pneus     | GP disputés | Points inscrits | Classement |
| ------ | --------------------------------------- | ------------------------- | --------------- | --------- | ----------- | --------------- | ---------- |
| 1968   | Scuderia Ferrari SpA SEFAC              | Ferrari 312               | Ferrari V12     | Firestone | 2           | 0               | Nc.        |
| 1969   | Bruce McLaren Motor Racing              | McLaren M9A               | Cosworth V8     | Goodyear  | 1           | 0               | Nc.        |
| 1970   | Tom Wheatcroft Racing Team Surtees      | Brabham BT26A Surtees TS7 | Cosworth V8     | Goodyear  | 2           | 1               | 22e        |
| 1971   | Frank Williams Racing Cars Team Surtees | March 701 Surtees TS9     | Cosworth V8     | Firestone | 1           | 0               | Nc.        |
| 1972   | Martini Racing Team                     | Tecno PA123/3             | Tecno 12 à plat | Firestone | 2           | 0               | Nc.        |
| 1974   | Bang & Olufsen Team Surtees             | Surtees TS16              | Cosworth V8     | Firestone | 1           | 0               | Nc.        |
| 1977   | Hexagone of Highgate                    | Penske PC3                | Cosworth V8     | Goodyear  | 1           | 0               | Nc.        |

## Résultats aux 24 Heures du Mans

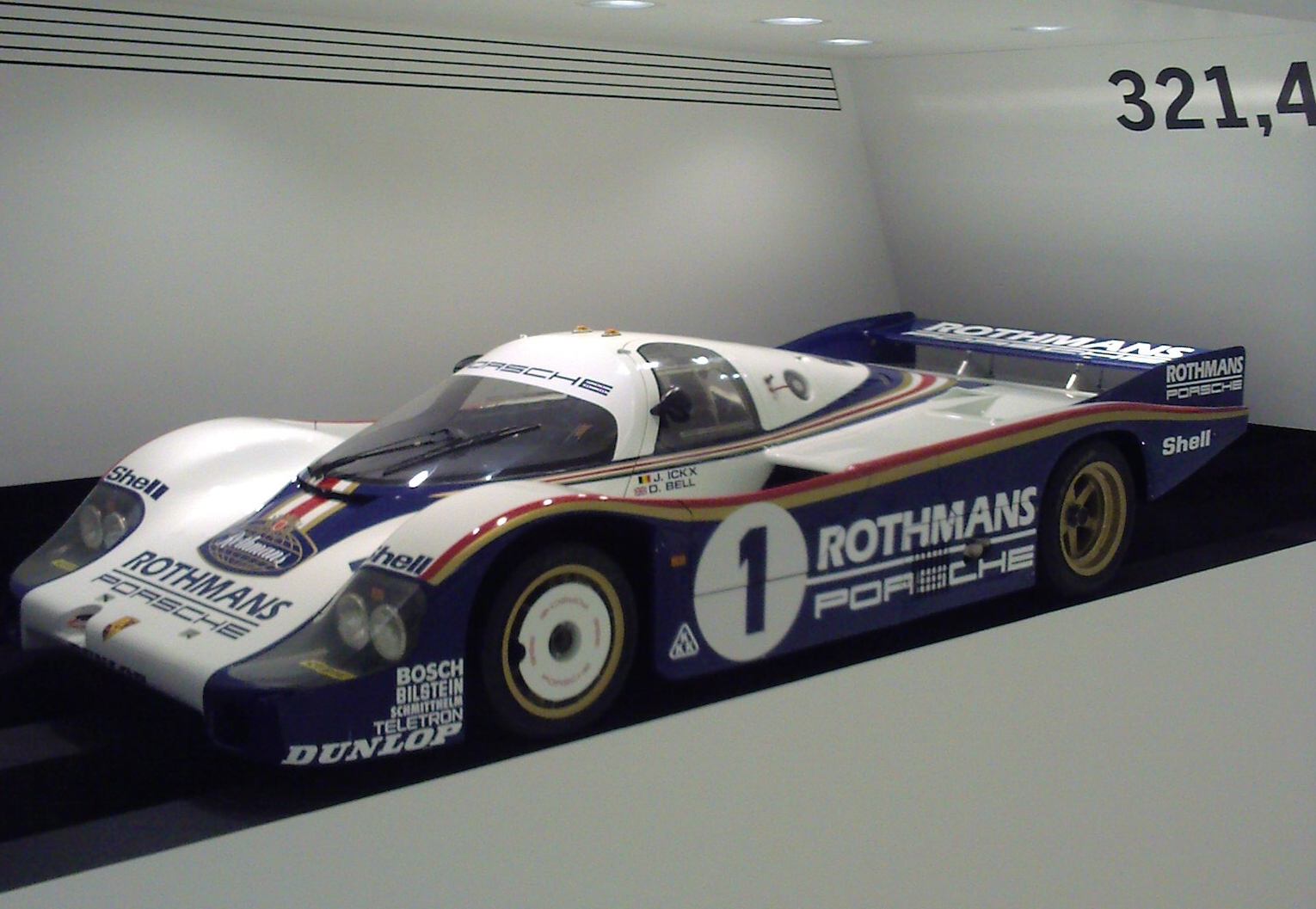
La Porsche 956, victorieuse lors de l'édition mancelle 1982.

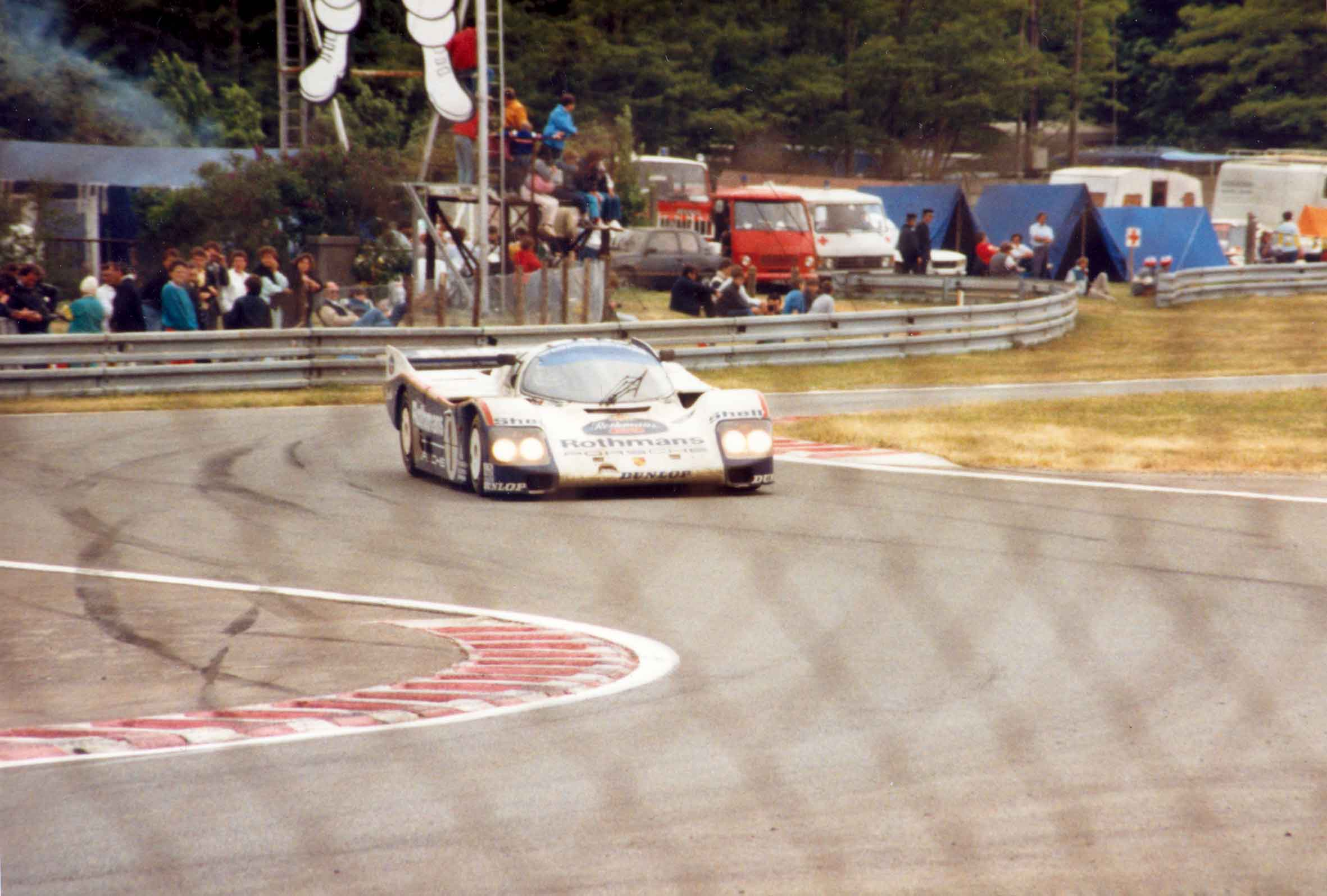
La Porsche 962C, victorieuse de l'édition 1986...

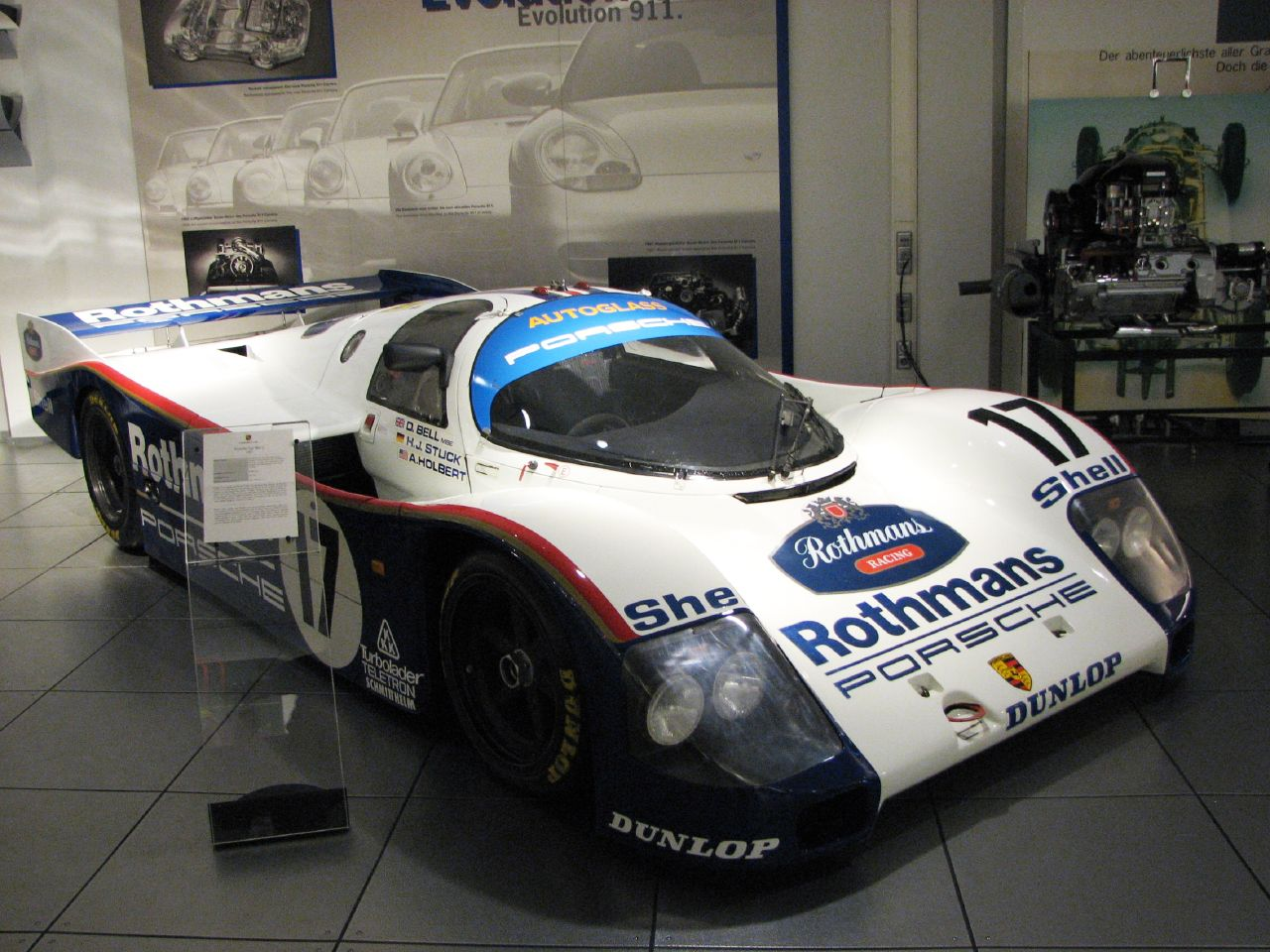
..et de l'édition 1987.

| Année | Voiture                  | Équipe                           | Équipier                            | Résultat   |
| ----- | ------------------------ | -------------------------------- | ----------------------------------- | ---------- |
| 1970  | Ferrari 512 S            | Ferrari SEFAC                    | Ronnie Peterson                     | Abandon    |
| 1971  | Porsche 917 LH           | John Wyer Automotive Engineering | Joseph Siffert                      | Abandon    |
| 1972  | Ferrari 365 GTB/4        | Écurie Francorchamps             | Richard Bond (de) / Teddy Pilette   | 8e         |
| 1973  | Mirage M6-Ford           | Gulf Racing                      | Howden Ganley                       | Abandon    |
| 1974  | Mirage GR7-Ford          | Gulf Racing                      | Mike Hailwood                       | 4e         |
| 1975  | Mirage GR8-Ford          | Gulf Racing                      | Jacky Ickx                          | Vainqueur  |
| 1976  | Mirage GR8-Ford          | Grand Touring Cars               | Vern Schuppan                       | 5e         |
| 1977  | Renault Alpine A442      | Renault Sport                    | Jean-Pierre Jabouille               | Abandon    |
| 1978  | Renault Alpine A442      | Renault Sport                    | Jean-Pierre Jarier                  | Abandon    |
| 1979  | Mirage M10-Ford          | Grand Touring Cars               | David Hobbs / Vern Schuppan         | Non classé |
| 1980  | Porsche 924 Carrera GT   | Porsche System                   | Al Holbert                          | 13e        |
| 1981  | Porsche 936              | Porsche System                   | Jacky Ickx                          | Vainqueur  |
| 1982  | Porsche 956              | Porsche System                   | Jacky Ickx                          | Vainqueur  |
| 1983  | Porsche 956              | Rothmans Porsche                 | Jacky Ickx                          | 2e         |
| 1985  | Porsche 962C             | Rothmans Porsche                 | Hans-Joachim Stuck                  | 3e         |
| 1986  | Porsche 962C             | Rothmans Porsche                 | Al Holbert / Hans-Joachim Stuck     | Vainqueur  |
| 1987  | Porsche 962C             | Rothmans Porsche                 | Al Holbert / Hans-Joachim Stuck     | Vainqueur  |
| 1988  | Porsche 962C             | Porsche AG                       | Klaus Ludwig / Hans-Joachim Stuck   | 2e         |
| 1989  | Porsche 962C GTi         | Richard Lloyd Racing             | Tiff Needell / James Weaver         | Abandon    |
| 1990  | Porsche 962C             | Joest Porsche Racing             | Frank Jelinski / Hans-Joachim Stuck | 4e         |
| 1991  | Porsche 962C             | Konrad/Joest Porsche Racing      | Frank Jelinski / Hans-Joachim Stuck | 7e         |
| 1992  | Porsche 962C GTi         | ADA Engineering                  | Justin Bell / Tiff Needell          | 12e        |
| 1993  | Courage C30LM-Porsche    | Courage Compétition              | Pascal Fabre / Lionel Robert        | 10e        |
| 1994  | Kremer K8 Spyder-Porsche | Gulf Racing                      | Robin Donovan / Jürgen Lässig       | 6e         |
| 1995  | McLaren F1 GTR           | David Price Racing               | Justin Bell / Andy Wallace          | 3e         |
| 1996  | McLaren F1 GTR           | David Price Racing               | Olivier Grouillard / Andy Wallace   | 6e         |

## Victoires en voitures de sport (endurance)
(outre ses 26 participations aux 24 heures mancelles, en 27 saisons -deuxième pilote non français, derrière le nippon Yōjirō Terada-)
- 1 000 kilomètres de Buenos Aires : 1971 ;
- 1 000 kilomètres de Paris : 1971 ;
- 1 000 kilomètres de Spa (3) : 1973, 1975 et 1984 ;
- 6 Heures d'Imola : 1973 ;
- 6 Heures de Watkins Glen (4) : 1975, 1984, 1985 et 1986 ;
- 1 000 kilomètres de Zeltweg : 1975 ;
- 1 000 kilomètres de Brands Hatch : 1982 et 1985 ;
- 6 Heures de Riverside : 1983 ;
- 6 Heures de Silverstone : 1983 ;
- 6 Heures de Fuji : 1983 ;
- 9 Heures de Kyalami : 1983 ;
- 1 000 kilomètres de Monza : 1984 et 1986 ;
- 1 000 kilomètres du Nürburgring : 1984 ;
- 1 000 kilomètres de Sandown : 1984 ;
- 1 000 kilomètres d'Hockenheim : 1985 ;
- 1 000 kilomètres de Mosport : 1985 ;
- 24 Heures de Daytona (3) : 1986, 1987 et 1989 ;

(soit une trentaine de succès au total, établis entre 1971 et 1989; il a aussi été 2e des 12 Heures de Sebring en 1985, 1993, 1994 et 1995, ainsi que 3e en 1984 et 1986.)

### Autres victoires notables en voitures de sport
- 2 Heures de Jarama : 1972 ;
- 500 milles Road America (Elkhart Lake, 25e anniversaire) : 1979 et 1984 ;
- 500 kilomètres du Mid-Ohio : 1981, 1984, 1985 et 1986 ;
- 500 kilomètres de Pocono : 1984 et 1985 ;
- 3 Heures de Daytona : 1984 ;
- 3 Heures de Miami : 1985 ;
- 500 kilomètres de Charlotte : 1985 ;
- 3 Heures, puis 500 milles, de Watkins Glen : 1985 et 1986 ;
- 360 kilomètres de Monza : 1986 ;
- 3 Heures de San Antonio : 1987.

## Distinctions

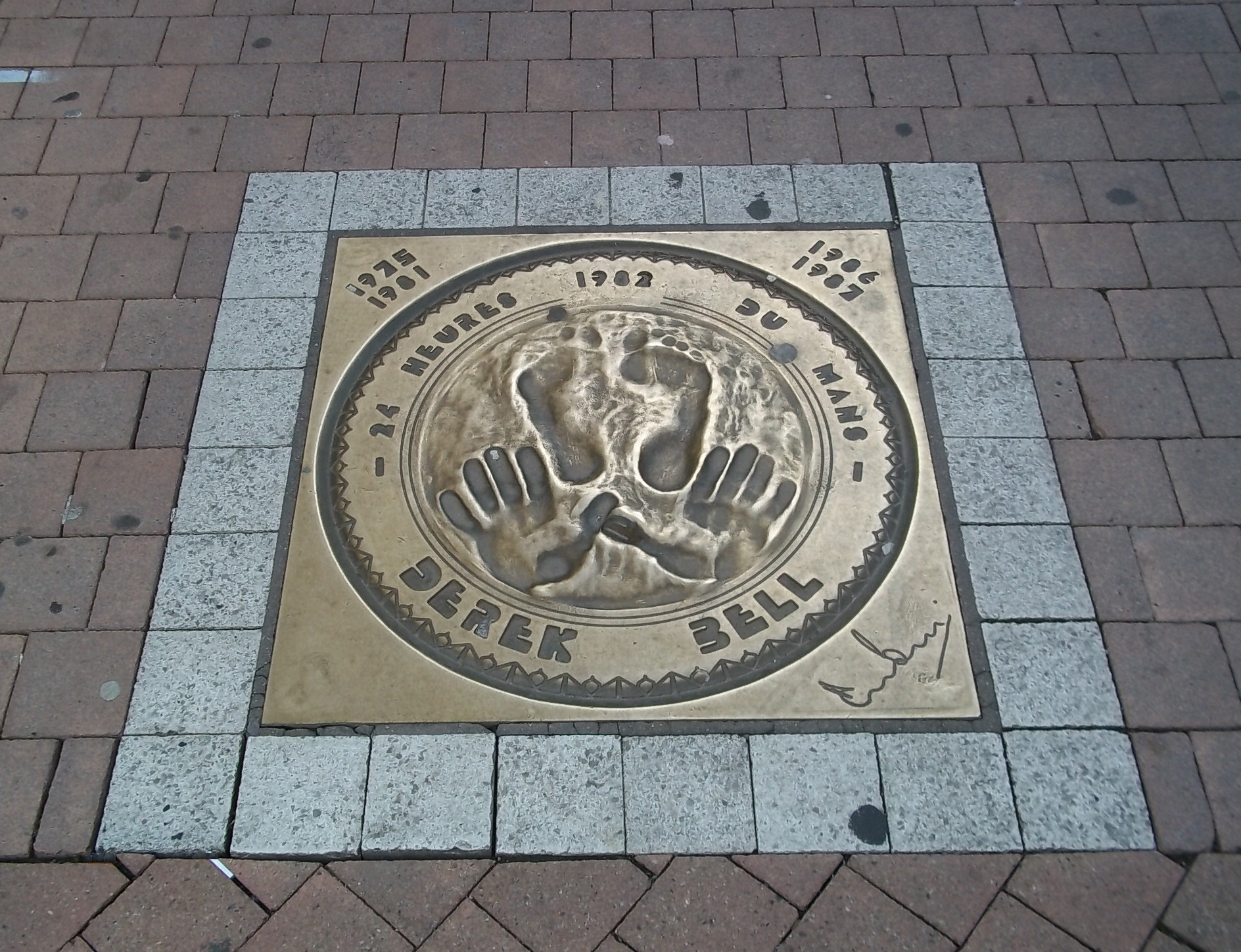
Plaque de bronze des empreintes de Dereck Bell dans le walk of fame du quartier Saint Nicolas au Mans

- BRDC Gold Star: 1984, 1985, 1986 et 1987;
- Royal Automobile Club "Plaque d'Honneur": 1985;
- Guild of Motoring Writers "Driver of the Year": 1982 et 1985;
- MBE: 1986, pour "services rendus en sports mécaniques";
- Motorsports Hall of Fame of America: 2012[2];
- Le Mans 24 Hours Drivers Hall of Fame: 2013 [3];
- Membre honoraire de l' AA, "en reconnaissance de 50 ans d'activités en sports mécaniques", au Festival de vitesse de Goodwood: 2014.
- citoyen d’honneur de la ville d’Angoulême en 2017.